# La Villeneuve-Saint-Martin
La Villeneuve-Saint-Martin ist ein Ortsteil der französischen Gemeinde Ableiges im Département Val-d’Oise in der Region Île-de-France. Der Weiler wurde 1843 zu Ableiges eingemeindet. Der Ort besitzt 452 Einwohner.

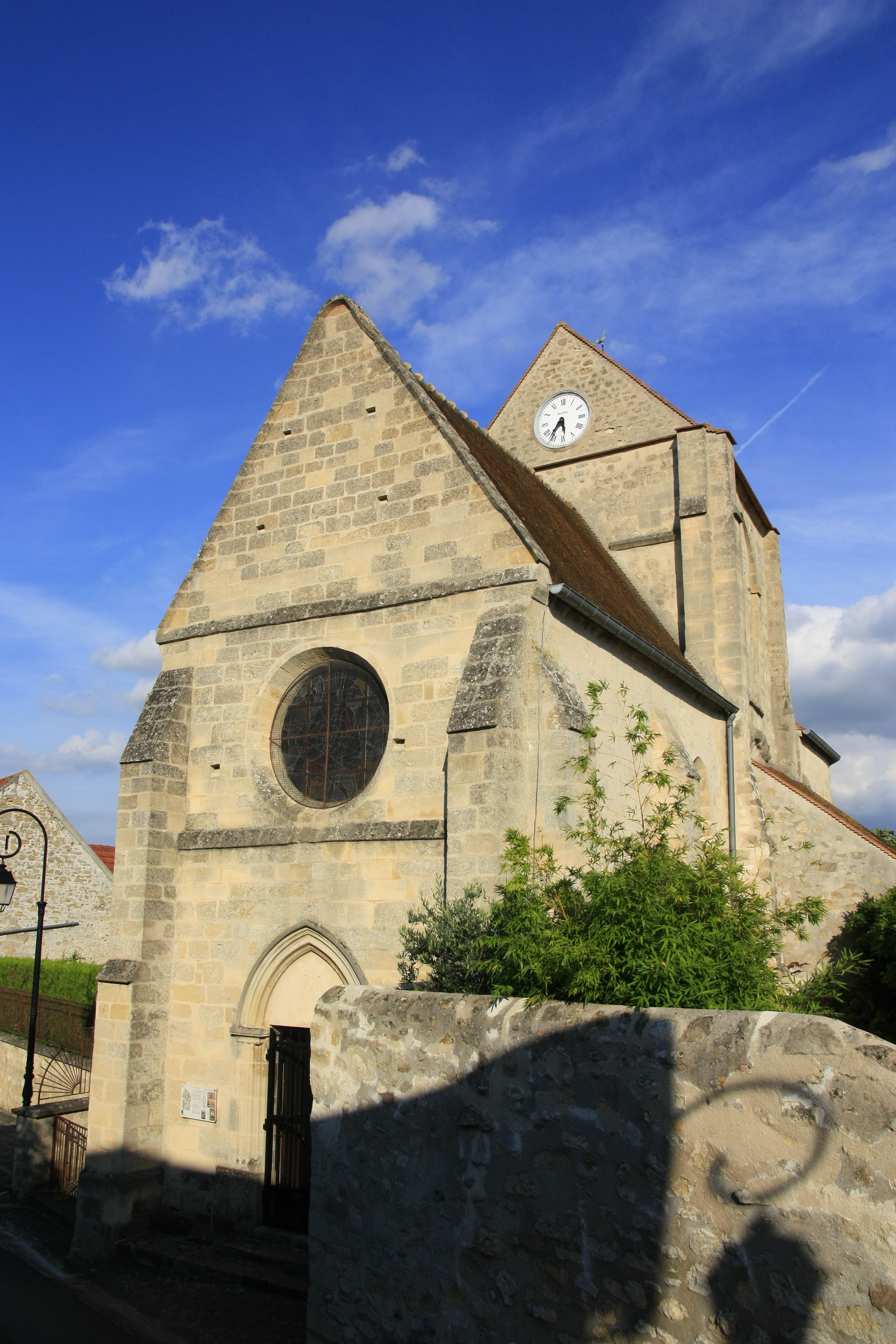
Notre-Dame-de-l’Assomption in La Villeneuve-Saint-Martin

## Lage
La Villeneuve-Saint-Martin liegt circa einen Kilometer südlich von Ableiges. Hier kreuzen sich die Départementstraßen D 28, die D 38 und die D 14.

## Sehenswürdigkeiten
Die gotische Kirche Notre-Dame-de-l’Assomption wurde im 13. Jahrhundert erbaut. Sie ist seit 1931 als Monument historique klassifiziert.